# Эффективная процентная ставка
Эффективная процентная ставка (ЭПС, EIR, Effective Interest Rate) — процентная ставка, получаемая в результате капитализации процентов по финансовому инструменту за весь период инвестирования, в течение которого выплаты не производятся.  Эффективная процентная ставка может определяться за любой временной интервал, но обычно подразумевается годовая эффективная процентная ставка.
ЭПС — это ставка сложных процентов, учитывающая временную ценность денег, позволяющая сопоставлять различные денежные потоки, инструменты, активы, обязательства, проекты между собой.
В различных ситуациях могут применяться разные наименования. Для облигаций применяется понятие доходность к погашению (YTM), для инвестиционных проектов — внутренняя норма доходности (ВНД, IRR, Internal Rate of Return).
Метод ЭПС является основным методом оценки финансовых активов и обязательств в МСФО (см. IFRS 9) при их учёте по амортизированной стоимости. На момент первоначального признания инструмент отражается по справедливой стоимости и исходя из нее определяется ЭПС. В дальнейшем стоимость инструмента определяется как дисконтированная по этой первоначальной ЭПС стоимость денежного потока от инструмента, ожидаемого после текущего момента

## Формализованное описание

### Общее определение
В соответствии с определением, ЭПС по финансовому инструменту со стоимостью S (на данный момент времени) в общем случае определяется как решение относительно r уравнения
{\displaystyle S=\sum _{i=1}^{n}{\frac {CF_{t_{i}}}{(1+r)^{t_{i}}}}}
где {\displaystyle CF_{t_{i}}} — платеж по инструменту в момент времени {\displaystyle t_{i}} (время отсчитывается от текущего момента в единицах измерения r).
Если ЭПС определена за некоторый базовый период, то для определения ЭПС за период T, содержащий m базовых периодов (m не обязательно целое число) в вышеприведенном уравнении в степенях дисконтирующих множителей время необходимо также перевести в новые единицы, соответственно вместо {\displaystyle t_{i}} нужно использовать {\displaystyle t_{i}/m}. Это эквивалентно тому, что вместо {\displaystyle 1+r} использовать {\displaystyle (1+R)^{1/m}}, следовательно имеем начисление сложных процентов, то есть
{\displaystyle R=(1+r)^{m}-1}

### ЭПС процентного инструмента с полным гашением первоначальной суммы в течение (или в конце) срока
Пусть по инструменту выполнены одновременно следующие условия:
1) платежи по финансовому инструменту представляют собой исключительно платежи в счет погашения основного долга и проценты на его оставшуюся часть;
2) платежи осуществляются через фиксированный промежуток времени (далее — базовый период);
3) номинальная процентная ставка по договору является неизменной на протяжении срока договора (обозначим ее q — для ставки за базовый период) и она используется для расчета процентной составляющей платежей: проценты за данный базовый период равны произведению q на остаток основного долга на начало базового периода;
4) в течение срока договора первоначальная сумма долга полностью погашается (конкретный график погашения долга не имеет значения, долг целиком может погашаться и в самом конце срока и в течение срока).
Можно показать, что при выполнении этих условий эффективная процентная ставка за базовый период равна номинальной процентной ставке за этот же период: {\displaystyle r=q}. При этом ЭПС за иной период не равен номинальной ставке за этот же период, а должен пересчитываться по формуле сложных процентов. Например, ЭПС за m базовых периодов будет равна: {\displaystyle R_{m}=(1+q)^{m}}, что не совпадает с номинальной ставкой за этот период: {\displaystyle Q=qm}
ЭПС за базовый период определяется как решение относительно r решения уравнения:
{\displaystyle S_{0}=\sum _{t=1}^{n}{\frac {CF_{t}}{(1+r)^{t}}}}
При этом платежи состоят из платежей в счет погашения основного долга и процентов на его оставшуюся часть:
{\displaystyle CF_{t}=-\Delta {S_{t}}+I_{t}=S_{t-1}-S_{t}+qS_{t-1}=(1+q)S_{t-1}-S_{t}}
Тогда уравнение для нахождения ЭПС будет иметь вид:
{\displaystyle S_{0}=\sum _{t=1}^{n}{\frac {(1+q)S_{t-1}-S_{t}}{(1+r)^{t}}}=\sum _{t=1}^{n}{\frac {(1+q)S_{t-1}}{(1+r)^{t}}}-\sum _{t=1}^{n}{\frac {S_{t}}{(1+r)^{t}}}={\frac {1+q}{1+r}}\sum _{t=1}^{n}{\frac {S_{t-1}}{(1+r)^{t-1}}}-\sum _{t=1}^{n}{\frac {S_{t}}{(1+r)^{t}}}}
Обозначим для удобства {\displaystyle k={\frac {1+q}{1+r}}} и с учетом того, что {\displaystyle \sum _{t=1}^{n}{\frac {S_{t-1}}{(1+r)^{t-1}}}=\sum _{t=1}^{n}{\frac {S_{t}}{(1+r)^{t}}}-{\frac {S_{n}}{(1+r)^{n}}}+S_{0}} и того, что {\displaystyle S_{n}=0} (в конце срока инструмент должен быть погашен), уравнение для ЭПС примет вид:
{\displaystyle S_{0}=k(\sum _{t=1}^{n}{\frac {S_{t}}{(1+r)^{t}}}+S_{0})-\sum _{t=1}^{n}{\frac {S_{t}}{(1+r)^{t}}}}
Отсюда получим равенство
{\displaystyle (1-k)S_{0}=-(1-k)\sum _{t=1}^{n}{\frac {S_{t}}{(1+r)^{t}}}}
Если  {\displaystyle k<>1} то это выражение приводит к невозможному равенству : {\displaystyle S_{0}=-\sum _{t=1}^{n}{\frac {S_{t}}{(1+r)^{t}}}} поскольку левая часть и правая часть равенства ненулевые и имеют противоположные знаки. Поэтому единственным следствием этого является то, что  {\displaystyle k=1}. Это означает, что {\displaystyle q=r}, то есть номинальная и эффективная ставка за базовый период равны друг другу, что и требовалось доказать.
Таким образом, в случае таких инструментов, ЭПС можно определить не путем решения уравнений, а по формуле непосредственно исходя из номинальной ставки по договору и частоты платежей. Если номинальная годовая ставка равна Q, а платежи осуществляются через равные периоды продолжительностью t дней, то количество базовых периодов в год равно m=365/t и годовая эффективная процентная ставка будет равна
{\displaystyle R=(1+Q/m)^{m}-1}
Примерами таких процентных инструментов являются все стандартные кредиты и депозиты, если только нет по ним дополнительных доходов или расходов, учитываемых при расчете ЭПС. При этом график платежей не имеет значения (аннуитетный, дифференцированный, в конце срока и т. д.), важно только одинаковость периодов осуществления платежей (или капитализации процентов), отсутствие иных денежных потоков кроме погашения основного долга и процентов на его остаток.
Однако, необходимо отметить, что если проценты начисляются, например, ежемесячно, по точному количеству дней в месяце, то формально месяцы имеют не одинаковую продолжительность, поэтому вышеуказанные условия выполняются не совсем точно и, соответственно, вышеприведенная формула не является точной. Однако, ошибка, связанная с этим обычно не является существенной и на практике во многих случаях этим можно пренебречь.

#### Простейший частный случай: процентный инструмент с гашением долга в конце срока
В наиболее простом случае, когда имеется инструмент (например, кредит или облигация) со стоимостью S (сумма кредита, номинал), которая погашается ровно в той же сумме в конце срока, на которую начисляются проценты по ставке q за фиксированный базовый период (купонный период) в течение всего срока инструмента, можно непосредственно показать, что ЭПС за базовый период равен номинальной ставке за этот период. В самом деле уравнение для годовой ЭПС за этот базовый период имеет вид
{\displaystyle S=\sum _{i=1}^{n}{\frac {q*S}{(1+r)^{i}}}+{\frac {S}{(1+r)^{n}}}=qS{\frac {1-(1+r)^{-n}}{r}}+S(1+r)^{-n}}
Отсюда
{\displaystyle S(1-(1+r)^{-n})=qS{\frac {1-(1+r)^{-n}}{r}}}
Сократив левую и правую часть на {\displaystyle S(1-(1+r)^{-n})} получим, что q=r, то есть ЭПС за базовый период и номинальная ставка за этот же период равны друг другу.
Отметим, что для такой же облигации, приобретенной не по номиналу, а по некоторой иной рыночной цене, вышеуказанное утверждение о равенстве ЭПС и номинальной ставки за базовый период, уже неверно, поскольку в течение периода погашается сумма, отличная от первоначальной.